# Where the Wild Things Are
«Where the Wild Things Are» (с англ. — «Где обитают дикие существа») — песня американского кантри-певца Люка Комбса, вышедшая 16 октября 2023 года на лейбле Columbia в качестве третьего сингла его четвёртого студийного альбома Gettin' Old.
Песню написали Рэнди Монтана и Дэйв Тернбулл, а спродюсировали Чип Мэтьюс, Комбс и Джонатан Синглтон.
Сингл достиг первого места в Canada Country, третьего в кантри-чарте Billboard Country Airplay и четвёртого в Hot Country Songs, получил платиновую сертификацию в Австралии и Канаде и серебряную сертификацию в Великобритании.

## История
Авторы песен Рэнди Монтана и Дэйв Тернбулл написали «Where the Wild Things Are» за несколько лет до того, как она была записана Комбсом. По словам Комбса в интервью блогу Country Now, первоначально песня была представлена Эрику Чёрчу, который отказался её записывать.

## Отзывы
Билли Дьюкс из Taste of Country посчитал, что песня имеет «внезаконные» outlaw-образы, и отметил, что это одна из немногих «повествовательных» песен в дискографии Комбса.

## Коммерческий успех
Песня «Where the Wild Things Are» достигла третьего места в чарте Billboard Country Airplay в конце февраля 2024 года, став вторым синглом Комбса, не занявшим первое место в этом чарте, а также стал четвёртым в Hot Country Songs, став его первым синглом, не занявшим первое место ни в одном из этих чартов. Тем не менее, он достиг первого места в чарте Canada Country.
Сингл получил платиновую сертификацию в Австралии и Канаде.